# Neato kioloa
Neato kioloa is een spinnensoort uit de familie Gallieniellidae. De soort komt voor in New South Wales en Victoria.